# Richard Preston
Pour les articles homonymes, voir Preston.
Ne doit pas être confondu avec Preston Richard.
Richard Preston, né le 5 août 1954 à Cambridge dans l'État du Massachusetts, est rédacteur au New Yorker et écrivain américain, auteur de plusieurs best-sellers. Il est connu aux États-Unis pour ses romans sur les maladies infectieuses et le bioterrorisme. Qu'il s'agisse de romans ou d'articles de presse, ses travaux s'appuient sur de nombreuses recherches et interviews.

## Biographie
Richard Preston termine ses études secondaires à la Wellesley High School (Massachusetts) en 1972, et entre avec difficulté au Pomona College de Claremont (Californie). En 1977 il obtient une licence d'anglais avec mention très bien.
En 1979 il continue ses études à l'université de Princeton où il suit les cours de John McPhee au John McPhee's Literature of Fact Writing Course, une formation réputée auprès des journalistes littéraires.
Il reçoit en 1985 une commande du magazine culturel The Atlantic Monthly pour la rédaction d'un essai sur les astronomes du Hale telescope (en) à l'observatoire du Mont Palomar. Paru sous le titre First Light, il remporte en 1988 le Science Writing Award (en) de l'American Institute of Physics.
En 1992, il rédige un article pour le magazine The New Yorker, "Crisis in the Hot Zone", qui servira de base à son livre Virus (The Hot Zone, 1994) sur le thème du virus Ebola. Il s'intéresse à ce sujet après la rencontre de deux chercheurs de l'U.S. Army, C.J. Peters et Nancy Jaax, lors d'un séjour en Afrique où il est témoin de l'épidémie. Son livre sert à l'écriture du film Alerte ! (Outbreak) en 1995.
Son roman à suspense The Cobra Event (L'Affaire Cobra) (1998) traite d'armes bioterroristes contenant divers virus lâchées sur New York. The Demon in the Freezer (2002) raconte l'histoire de l'éradication de la variole, et la survie de son virus au sein de laboratoires de recherche et de programmes d'armes biologiques en Russie et dans d'autres pays. Il fait suite à l'affaire des enveloppes contaminées au bacille du charbon en 2001.
American Steel et The Wild Trees sont des essais qui traitent respectivement de l'industrie de l'acier, et des grands arbres californiens. La grimpe d'arbres, son passe-temps favori, fait l'objet du livre The Wild Trees (2007) : son expérience lui permet de décrire en détail les plus grands arbres connus comme le Lost Monarch (en), un arbre du Parc national de Redwood, ou le Iluvatar (en) en Californie du Nord, et les écosystèmes de leur canopée.
Panic in Level 4 est un recueil sur ses expériences de recherches lors de l'écriture de ses précédents romans.
En 2009, sur demande de l'éditeur HarperCollins, il achève le roman Micro de Michael Crichton que ce dernier avait commencé d'écrire avant sa mort, en 2008. Étant un admirateur inconditionnel de Crichton, Preston a directement accepté cette offre : « Je souhaitais rendre hommage à l'œuvre et à l'imagination de l'un des écrivains les plus visionnaires et créatifs de notre époque contemporaine ».
Richard Preston vit à Hopewell dans le Comté de Mercer (New Jersey), avec sa femme Michelle, leurs deux filles et leur garçon ; il est le frère de l'auteur américain Douglas Preston.

### Essais
- (en) First Light: The Search for the Edge of the Universe, Atlantic Monthly Press, 1987
- (en) American Steel: Hot Metal Men and the Resurrection of the Rust Belt., Simon & Schuster, 1991
- Virus, Plon, 1995 ((en) The Hot Zone, Random House, 1994)
- (en) The Demon in the Freezer, Random House, 2003
- (en) The Wild Trees: A Story of Passion and Daring, Random House, 2007
- (en) Panic in Level 4: Cannibals, Killer Viruses, and Other Journeys to the Edge of Science, Random House, 2008

### Romans
- L'Affaire Cobra, Reader's Digest, 2002 ((en) The Cobra Event, 1997), trad. Dominique Peters
- (en) The Boat of Dreams: A Christmas Story, Touchstone, 2003
- Micro, Robert Laffont, 2012 ((en) Micro, 2011), trad. Christine BouchareineÉcrit avec Michael Crichton.

## Honneurs
L'astéroïde (3792) Preston a été nommé en son honneur.